# Luis Florez García
Luis Arturo Florez García (Calca, 06 de julio de 1962) es un economista y político peruano. Fue alcalde provincial del Cusco desde el año 2009, cuando asumió el cargo por la vacancia de su antecesor Gustavo Vivanco Ortiz hasta el año 2014.

## Biografía
Nació en la ciudad de Calca, capital de la provincia homónima en el departamento del Cusco. Cursó sus estudios primarios y secundarios en la Gran Unidad Escolar Inca Garcilaso de la Vega en la ciudad del Cusco. En el año 1982 inició sus estudios de economía en la Universidad Nacional San Antonio Abad del Cusco, culminándolos en 1988. Toda su trayectoria laboral se desarrolló en el sector privado como gerente de diversas empresas de la ciudad del Cusco.

## Trayectoria política
Su trayectoria política se inició en el año 2006 cuando postuló como candidato a regidor de la Municipalidad Provincial del Cusco por la lista del partido Unión por el Perú y tras la candidatura de Marina Sequeiros Montesinos. En esas elecciones obtuvieron el triunfo con el 21.416% de los votos. Sequeiros Montesinos ocupó el cargo de alcalde hasta mayo del 2009 cuando fue vacada por el Jurado Nacional de Elecciones al verificarse que cometió actos de nepotismo. Ante ello, se produjo una sucesión en el cargo del alcalde nombrándose primero a Mariano Baca Anaya. Días después se vacó a Baca Anaya por la misma causal, nombrando a Gustavo Vivanco Ortiz por breves minutos ya que ese mismo día, se emitió nueva resolución vacando a Vivanco Ortiz por la misma causal y disponiendo que sea Florez quien asuma el despacho de la alcaldía para completar el mandato hasta el 31 de diciembre del 2010.
Ese año, ocupando el sillón municipal, se presentó como candidato a la alcaldía por el movimiento regional Patria Arriba Perú Adelante y logró el triunfo en las elecciones municipales del 2010 con el 33.431% de los votos, manteniendo el cargo por el periodo 2011 al 2014. Al final de su administración reconoció que se le iniciaron más de 50 procesos judiciales. Hacia el año 2018, sin embargo, Florez se encuentra investigado por lavado de activos.
El 2014 fundó la organización política provincial "Cusco Lindo" cuya afiliación fue cancelada en el 2015 junto al exalcalde vacado Mariano Baca Anaya con quien compartió la lista de regidores en las elecciones del 2006. Esta organización no participó en ninguna elección. Florez no postuló a la reelección el 2014, a pesar de que la ley entonces vigente se lo permitía, a pesar de que las encuestas señalaban que al término de su gestión tenía un 80% de aprobación popular.

#### En línea
- «Infogob». Consultado el 31 de julio de 2019.
- «Declaración jurada de vida del candidato». Jurado Nacional de Elecciones. 2006. Consultado el 31 de julio de 2019. (enlace roto disponible en Internet Archive; véase el historial, la primera versión y la última).
- «Declaración jurada de vida del candidato». Jurado Nacional de Elecciones. 2010. Consultado el 31 de julio de 2019. (enlace roto disponible en Internet Archive; véase el historial, la primera versión y la última).

- Datos: Q66041218